# Stine Skogrand
Stine Ruscetta Skogrand (Bergen, 3 maart 1993) is een Noorse handbalspeler. Ze speelt op de rechteropbouw en op de rechtervleugel.

## Carrière

### Club
Stine Skogrand speelde in haar jeugd voor de Noorse clubs Fyllingen en TIF Viking. In 2009 maakte Skogrand de overstap naar Noorse eersteklasser Tertnes IL, dat ook actief was in Europese clubtoernooien. In de zomer van 2016 verliet ze de Noorse competitie om te gaan spelen voor de Deense eersteklasser Silkeborg-Voel KFUM. Daar speelde ze twee seizoenen, waarna ze overstapte naar topclub Herning-Ikast Håndbold. Vanaf oktober 2018 pauzeerde ze haar carrière wegens zwangerschap, maar daarna keerde ze terug in de selectie van Herning-Ikast en won in 2019 de Deense beker. Tussen november 2021 en zomer 2022 was ze opnieuw enige tijd niet actief vanwege zwangerschap, maar na de zomer keerde ze terug bij de club die inmiddels omgedoopt was tot Ikast Håndbold.

### Nationaal team
Skogrand kwam al in de jeugd uit voor de Noorse nationale teams. Het leverde haar een zilveren medaille op bij het wereldkampioenschap handbal dames U-18 in 2010.
Op 20 april 2013 maakte ze haar debuut voor het Noorse nationale team in een wedstrijd tegen Zuid-Korea. Daarna won ze diverse prijzen met de Noorse ploeg. Het WK van 2015 in Denemarken werd gewonnen en op het WK van 2017 in Duitsland werd zilver behaald. In 2016 kon ze een Europese titel op haar erelijst bijschreven. In 2020 kwam daar een tweede Europese titel bij. Tijdens dat toernooi scoorde ze 19 doelpunten. In 2021 behoorde ze tot de Noorse selectie voor de Olympische Spelen in Tokio en behaalde daar een bronzen medaille met het Noorse team. Tijdens dat olympisch toernooi scoorde ze in totaal 20 doelpunten

## Privé
Skogrand heeft een relatie met de Noorse handbalspeler Eivind Tangen.